# Basketbal Pezinok
O Basketbal Pezinok foi um clube de basquetebol baseado em  Pezinok, Eslováquia que disputava a SBL. Foi fundado em 1991 e mandava seus jogos na Hala Pezinok com capacidade para 2.200 espectadores.

## Denominações do clube
- 1991–19920Lokomotiva Pezinok
- 1996–20050Slovakofarma Pezinok
- 2005–20070MBK Pezinok
- 2007–20080BK Skanska Pezinok
- 2008–20090AB Cosmetics Pezinok
- 2009–20100Basketbal Pezinok

## Títulos
Liga Eslovaca
Campeões (9): 1993, 1996–97, 1997–98, 1998–99, 1999–2000, 2000–01, 2001–02, 2007–08, 2009–10
Copa da Eslováquia
Campeão (7):1997, 1999, 2000, 2002, 2008, 2009, 2010
fonte:eurobasket.com